# Bjørnar Johannessen
Bjørnar Johannessen (Hvaler, 23 settembre 1977) è un allenatore di calcio ed ex calciatore norvegese, di ruolo centrocampista.

## Carriera

### Club
Johannessen cominciò la carriera con le maglie di Vesterøy, Lisleby e Råde. Passò poi all'Eik-Tønsberg, per cui debuttò in 1. divisjon il 30 aprile 2000, quando fu titolare nella sconfitta per 1-0 in casa del Kongsvinger.
Passò poi al Fredrikstad, nel 2002. La squadra centrò la promozione nella Tippeligaen al termine del campionato 2003. Johannessen esordì allora nella massima divisione norvegese il 18 aprile 2004, quando sostituì Jørgen Pettersen nella sconfitta per 0-2 contro il Rosenborg. Totalizzò 80 apparizioni per il Fredrikstad, tra campionato e coppa.
Successivamente, vestì la maglia del Sarpsborg Sparta. Nel 2008 si trasferì al Moss, club militante nella Adeccoligaen, per cui disputò il primo incontro il 6 aprile, quando fu titolare nel pareggio per 1-1 sul campo del Sandnes Ulf. Il 13 aprile segnò la prima rete, nel pareggio per 2-2 contro lo Hødd. Nel 2009 passò al Sarpsborg 08 (nuovo nome del Sarpsborg Sparta).
L'anno successivo si accordò con il Kråkerøy.

## Palmarès

### Club

#### Competizioni nazionali
- 2. divisjon: 1

Fredrikstad: 2002 (gruppo 1)